# Infrared Telescope Facility

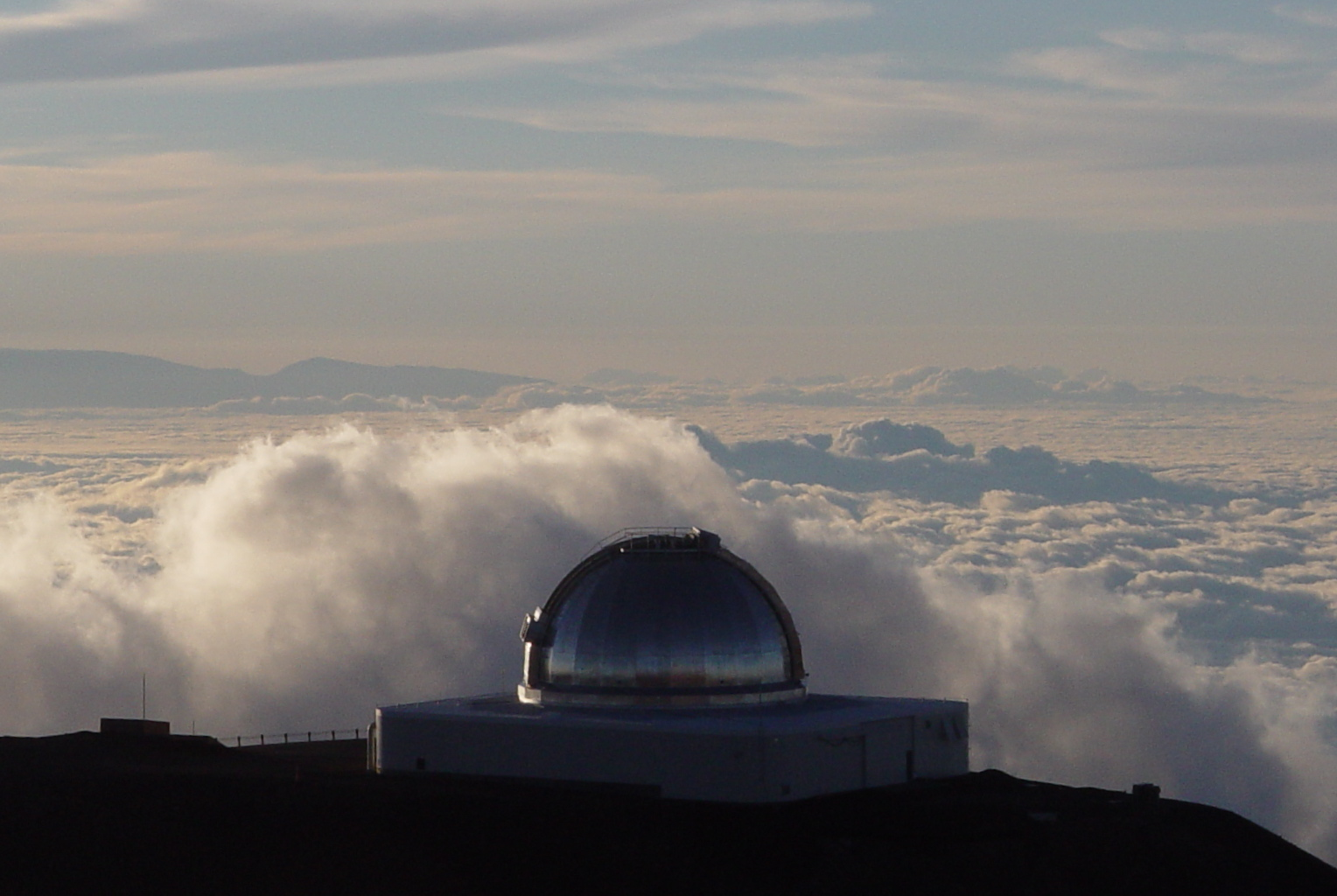
LInfrared Telescope Facility della NASA sulla sommità del Mauna Kea.

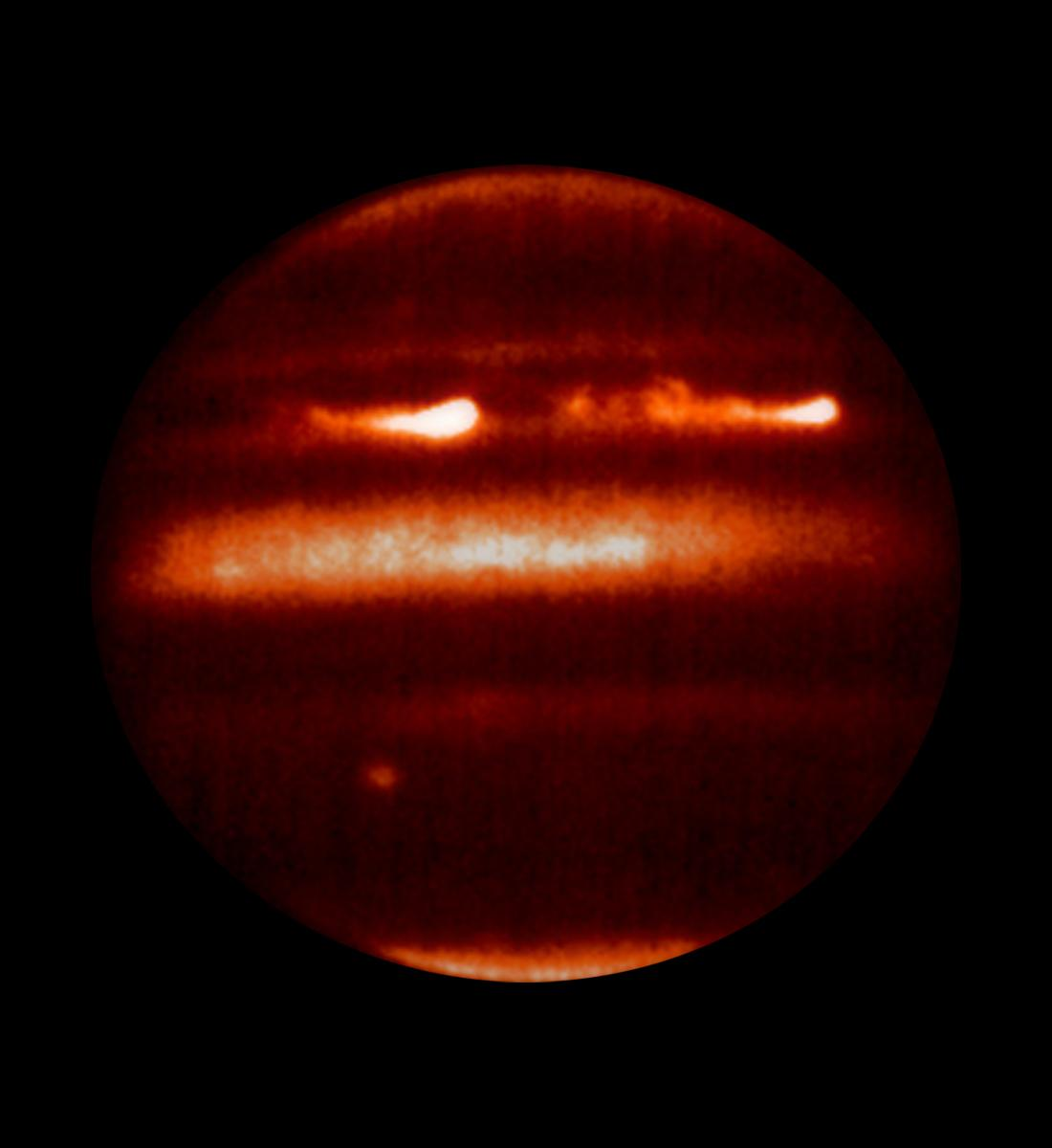
Immagine termica di Giove ottenuta attraverso l'IRTF nel 2007.

L'Infrared Telescope Facility, indicato comunemente anche attraverso l'acronimo IRTF, è un telescopio della NASA di 3 m di diametro presente presso l'Osservatorio di Mauna Kea, sull'isola di Hawaii.

## Caratteristiche
Costruito per supportare le missioni Voyager, è la principale installazione statunitense per l'astronomia nell'infrarosso. È gestito dall'Università delle Hawaii, nell'ambito di un accordo di cooperazione con la NASA. Secondo le regole di assegnazione, la metà del tempo di osservazione è dedicata allo studio del Sistema solare.
IRTF ospita quattro strumenti:
- SpeX è uno spettrografo che opera tra 0,8 e 5,4 μm, con risoluzione da bassa a moderata (da R = 100 a R = 2000), con prismi dispersori incrociati con guidatore infrarosso parallelo.[2]
- CSHELL è uno spettrografo che opera tra 1 e 5,5 μm, con alta risoluzione (R = 30 000)[3]
- MIRSI è una fotocamera operante nell'infrarosso termico, tra 4,9 e 25 μm con la possibilità di utilizzare la tecnologia grisma (una combinazione di prismi e reticoli di diffrazione), che le permette di operare anche misurazioni spettroscopiche.[4]
- NSFCam2 è una fotocamera operante tra 1 e 5,5 μm, adatta alla scienza planetaria. È dotata di un'ampia serie di filtri e di un filtro variabile in modo continuo (CVF).

IRTF ospita anche vari strumenti in visita, comunemente spettrografi nell'infrarosso termico.

## Confronto con i contemporanei
I telescopi dedicati alle osservazioni nell'infrarosso necessitano di essere collocati in una località asciutta e ad elevate altitudini, di strumentazioni specifiche e di specchi o lenti di alta qualità, così come i telescopi operanti nel visibile. Di seguito sono elencati altri telescopi risalenti al 1980 operanti nell'infrarosso ottico e nel vicino infrarosso.
| # | Nome / Osservatorio                                       | Immagine | Apertura | Spettro             | Altitudine | Prima luce |
| - | --------------------------------------------------------- | -------- | -------- | ------------------- | ---------- | ---------- |
| 1 | United Kingdom Infrared Telescope Joint Astronomy Centre  |          | 380 cm   | infrarosso          | 4205 m     | 1979       |
| 2 | Telescopio di 3,6 metri dell'ESO Osservatorio di La Silla |          | 357 cm   | visibile infrarosso | 2400 m     | 1977       |
| 3 | Infrared Telescope Facility Osservatorio di Mauna Kea     |          | 300 cm   | infrarosso          | 4205 m     | 1979       |

Ci sono stati altri due telescopi nel vicino infrarosso, più piccoli: il telescopio infrarosso del Gornergrat di 150 cm di diametro, nelle Alpi svizzere e l'Osservatorio di Mont-Mégantic di 160 cm di diametro, in Canada.